# Enlisted (televisieserie)
Enlisted is een Amerikaanse komedieserie waarvan de eerste aflevering op vrijdag 10 januari 2014 door Fox Broadcasting Company (FOX) werd uitgezonden. FOX maakte in mei 2013 bekend dat het dertien afleveringen van de door Kevin Biegel bedachte serie had besteld. Enlisted zou aanvankelijk op 8 november 2013 voor het eerst worden uitgezonden, maar de serie werd verplaatst in verband met de programmering van sportprogramma's.

## Verhaal
Pete Hill (gespeeld door Geoff Stults) is een sergeant in het Amerikaanse leger. Hij wordt uitgezonden naar Afghanistan. Als hij met zijn soldaten onder vuur wordt genomen, weigert de kolonel om versterkingen te sturen. Na de beschietingen stapt Pete op de kolonel af en slaat hem in zijn gezicht. Pete wordt voor straf overgeplaatst naar de Rear Detachment Unit (ook wel 'Rear D' genoemd) in Fort McGee in Florida, waar hij rekruten traint die eigenlijk niet geschikt zijn voor het leger, onder wie zijn twee broers, Derrick (Chris Lowell) en Randy (Parker Young).

## Rolverdeling
- Geoff Stults - Pete Hill, de oudste broer
- Chris Lowell - Derrick Hill, de middelste broer
- Parker Young - Randy Hill, de jongste broer
- Keith David - Cody Wallace, de leidinggevende van Fort McGee
- Angelique Cabral - Jill Perez, een sergeant die leiding geeft aan een andere groep rekruten